# Еззатабад (Марказі)
Еззатабад (перс. عزت اباد) — село в Ірані, у дегестані Гендудур, у бахші Сарбанд, шагрестані Шазанд остану Марказі. За даними перепису 2006 року, його населення становило 15 осіб, що проживали у складі 4 сімей.